# Église des vrais chrétiens orthodoxes de Grèce - Synode lamiaque
L'Église des vrais chrétiens orthodoxes de Grèce - Synode lamiaque est une Église orthodoxe vieille-calendariste grecque et traditionalistes de Grèce.
Le chef de l'Église porte le titre d'Archevêque d'Athènes et de toute la Grèce, avec résidence à Athènes (titulaire actuel : Makarios Ier).

## Organisation

### Synode
- Archevêque Makarios I d'Athènes et de toute la Grèce 
  - Metropolite Christophoros de Mesogée et des Iles (jusqu'en octobre 2013[1])
  - Évêque Amvrosios de Philippes (rejoint l'Église des vrais chrétiens orthodoxes de Grèce - Synode chrysostomite en février 2014[2])

## Relations avec les autres Églises
L’Église était en communion d'avril 2013 à avril 2019 avec la Sainte Église orthodoxe en Amérique du Nord